# Лавиринт (филм из 1986)
Лавиринт (енгл. Labyrinth) је мјузикл-фантастични филм из 1986. године редитеља Џима Хенсона, са Џорџом Лукасом као извршним продуцентом, заснован на идејним пројектима Брајана Фрауда. Врти се око потраге шеснаестогодишње Саре (Џенифер Конели) да стигне до средишта огромног лавиринта са другог света како би спасила свог новорођеног брата Тобија, којег је Сара пожелела Џарету, краљу гоблина (Дејвид Боуи). Већину главних ликова филма, осим Боуија и Конелијеве, играју лутке продуциране од стране Jim Henson's Creature Shop-а.
The New York Times је пријавио да је филм Лавиринт имао буџет у износу од 25 милиона америчких долара. Филм је разочарао на благајнама, зарадивши 12.9 милиона америчких долара током америчког биоскопског приказивања. Био је последњи играни филм који је Хенсон режирао, а лош пријем допринео је тешком периоду Хенсонове каријере, према речима његовог сина Брајана Хенсона. По издању је наишао на мешовити пријем критичара, али је од тада стекао велико култ-праћење. Tokyopop је између 2006. и 2010. године објавио четворотомни стрип наставак Повратак у лавиринт. У јануару 2016. године, најављено је да је наставак у развоју, који је сценаристкиња Никол Перлман описала више као „спин-оф” у истом измишљеном универзуму.

## Радња
Шеснаестогодишња Сара Вилијамс рецитује књигу под називом Лавиринт у парку са својим псом Мерлином, али није у стању да се сети последњег реда док је посматра кукувија. Схвативши да је закаснила да чува свог полубрата Тобија, одјурила је кући и суочила се са својом маћехом Ајрин, која потом одлази на вечеру са Сариним оцем Робертом. Сара проналази Тобија у поседу њеног драгог плишаног медведа Ланселота. Фрустрирана овим и његовим непрекидним плакањем, Сара брзоплето жели да Тобија одведу гоблини из књиге. Шокирана је када Тоби нестане и појави се Џарет, краљ гоблина. Понуди Сари њене снове у замену за бебу, али она то одбија, одмах зажаливши због своје жеље. Џарет невољно даје Сари 13 сати да реши његов лавиринт и пронађе Тобија пре него што га заувек претворен у гоблина. Сара упознаје патуљка по имену Хогл, који јој помаже у уласку у лавиринт. У почетку има проблема са проналажењем пута, али среће црва који говори и који је нехотице пошаље у погрешном смеру.
Сарах заврши у подземној тамници, где се поново састаје са Хоглом. Након што се суоче са Џаретом и побегну из једне од његових замки, њих двоје наилазе на велику звер по имену Лудо. Хогл кукавички бежи, док се Сара спријатељила с Лудом након што га је ослободила замке, али га је изгубила у шуми. Хогл наилази на Џарета, који му даје зачарану брескву и наређује му да је да Сари, доводећи у питање његову оданост, јер је требало да је врати на почетак лавирата. Сару малтретира група створења која се зову Фајерејс, али јој Хогл прискаче у помоћ. Захвална, она га пољуби, а Џарет их магично шаље за казну у Мочварни вечног смрада, где се поново сједињују са Лудом. Трио упознаје стражара мочваре Сира Дидимуса, антропоморфну лисицу-теријера, и његовог старог енглеског овчара „коња” Амброзијуса. Након што Лудо завија и призива траг камења да спаси Сару да не падне у мочвару, Дидимус се придружује групи. Када група огладни, Хогл невољко даје Сари брескву и бежи док пада у транс и заборавља на потрагу. Она сања како јој Џарет долази на маскенбалу, проглашавајући јој љубав, али она га одбија и бежи, падајући у отпад. Након што јој стара Дама Смећа не успе да јој испере мозак, спашавају је Лудо и Дидимус, изван града Гоблина из Џаретовог замка. Суочени су с громозним роботским чуваром врата, али Хогл храбро долази у њихов спас. Упркос осећању недостојног опроштаја због издаје, Сара и остали му желе добродошлицу, коначно прихватајући га као пријатеља, и заједно улазе у град.
Џарет је упозорен на њихово присуство и шаље своју војску гоблина да их заустави, али Лудо завија и призива мноштво стена да прогони гоблине и они улазе у замак. Сара инсистира да се мора суочити с Џаретом сама и обећава да ће позвати остале ако затреба. У соби по узору на Релативност Мориса Есхера, она се суочава са Џаретом док покушава да поврати Тобија. До тог тренутка рецитује редове из своје књиге који одражавају њену авантуру, али још увек се не може сетити последњег реда. Док Џарет нуди Сари своје снове, она се сећа реда. Поражен у последњој секунди, Џарет враћа Сару и Тобија кући сигурно и претвара се поново у кукувију, одлетајући.
Схвативши колико јој је Тоби важан, Сара му даје Ланселота и враћа се у своју собу. Док се отац и маћеха враћају кући, види своје пријатеље у огледалу и признаје да јој је, иако је одрасла, свако мало потребно у животу. У тренутку се у њеној соби појављују бројни главни ликови из Лавиринта на бујном слављу и она се поново окупља са Хоглом, Лудом, Дидимусом и Амброзијусом. Док славе, Џарет, у облику сове, посматра споља и затим лети на месечину.

## Улоге
| Глумац            | Улога          |
| ----------------- | -------------- |
| Дејвид Боуи       | Џарет          |
| Џенифер Конели    | Сара Вилијамс  |
| Тоби Фрауд        | Тоби Вилијамс  |
| Кристофер Малколм | Роберт         |
| Шели Томпсон      | Ајрин          |
| Натали Финланд    | виле Лавиринта |